# 亀岡八幡宮 (逗子市)
亀岡八幡宮（かめがおかはちまんぐう）とは、神奈川県逗子市逗子にある神社。

## 概要
JR逗子駅と京急逗子・葉山駅の狭間、逗子市役所の北隣りに所在している。
現在は西隣りの鎌倉市（JR鎌倉駅南東近郊）にある八雲神社の兼務社となっている。
創建不詳だが、『新編相模風土記稿』に「八幡宮、村の鎮守なり、延命寺持」と記されているように、江戸時代には今も近隣に所在する延命寺が別当寺となって神社を管理していた。
明治時代の神仏分離によって独立し、1873年（明治6年）12月、村社に列せられ、正式に逗子の鎮守になる。
社号は、古くは単に「八幡宮」と称されたが、古くからの慣習で「亀岡八幡宮」とも呼称されてきており、立地している小字「高畠」が、「なだらかな岡で、亀の背中のようであった」というところから、鎌倉の「鶴岡八幡宮」に対し「亀岡八幡宮」と名付けられたものとされる。
（ただし、1953年（昭和28年）10月に、神社本庁に登録した際には、「宗教法人・亀岡八幡神社」としてしまっている。）
社殿は、1919年（大正8年）12月に「神饌幣帛料供進神社」に指定されたことを記念して、1923年（大正12年）2月に現社殿を新築した。その年の9月1日に関東大震災に遇ったが、辛うじて倒潰を免れ、修復を加えて現在に至っている。 
境内は、元は官有地で、1118坪あったが、県道改修のため121坪が道路敷に編入され、後更に逗子警察署建設の敷地として247坪を接収され（現・市役所用地）、残り750坪が、1951年（昭和26年）5月9日、神社境内地に編入され現在に至っている。

## 祭神
- 応神天皇

## 境内社
- 稲荷社（万栄稲荷） - 祭神・宇迦之御魂神。元は今の市役所の南側にあったのを、大正十二年二月十五日に境内に移して新築し、更に警察署（今の市役所入口付近）の建設にあたり現在地に鎮座した。
- 大神宮社 - 祭神・天照大御神。古くはJR逗子駅西口前の山上に鎮座していたのを、後年八幡宮に合祀した。
- 浅間祠 - 祭神・木花咲耶姫命。大神宮社の跡地にささやかな石祠が残っており、浅間様と呼ばれていたが、1966年（昭和41年）5月に境内に移された。

## 祭事
- 2月節分 - 節分祭
- 3月15日 - 祈年祭
- 7月16日 - 例大祭
- 11月15日に近い日曜日 - 新嘗祭